# Арі Хєлм
Арі Хєлм (фін. Ari Hjelm, нар. 24 лютого 1962, Тампере) — фінський футболіст, що грав на позиції нападника. По завершенні ігрової кар'єри — тренер.
Виступав, зокрема, за клуб «Ільвес», а також національну збірну Фінляндії.
Чемпіон Фінляндії. Дворазовий володар Кубка Фінляндії. Триразовий чемпіон Фінляндії (як тренер). Володар Кубка Фінляндії (як тренер).

## Клубна кар'єра
У дорослому футболі дебютував 1981 року виступами за команду клубу «Ільвес», в якій провів сім сезонів, взявши участь у 174 матчах чемпіонату. Більшість часу, проведеного у складі «Ільвеса», був основним гравцем атакувальної ланки команди. У складі «Ільвеса» був одним з головних бомбардирів команди, маючи середню результативність на рівні 0,6 голу за гру першості.
Згодом з 1988 по 1994 рік грав у складі команд клубів «Штутгартер Кікерс», «Ільвес» та «Санкт-Паулі».
Завершив професійну ігрову кар'єру у клубі «ГІК», за команду якого виступав протягом 1995—1996 років.

## Виступи за збірну
У 1983 році дебютував в офіційних матчах у складі національної збірної Фінляндії. Протягом кар'єри у національній команді, яка тривала 14 років, провів у формі головної команди країни 100 матчів, забивши 20 голів.

## Кар'єра тренера
Розпочав тренерську кар'єру невдовзі по завершенні кар'єри гравця, 1999 року, увійшовши до тренерського штабу клубу «Тампере Юнайтед».
Наразі останнім місцем тренерської роботи був клуб «Тампере Юнайтед», головним тренером команди якого Арі Хєлм був з 2001 по 2010 рік.

## Титули і досягнення

### Як гравця
- Чемпіон Фінляндії (1):

«Ільвес»: 1983
- Володар Кубка Фінляндії (2):

«Ільвес»: 1990
«ГІК»: 1996

### Як тренера
- Чемпіон Фінляндії (3):

«Тампере Юнайтед»: 2001, 2006, 2007
- Володар Кубка Фінляндії (1):

«Тампере Юнайтед»: 2007

### Особисті
- Футболіст року в Фінляндії: 1987